# Межево (платформа)
Ме́жево — железнодорожный остановочный пункт на перегоне Тверь — Редкино участка Москва — Тверь. Расположен на территории Конаковского района Тверской области. Остановочный пункт открыт в 1964 году, однако блок-пост на этом месте существовал еще в 1943 году. На остановочном пункте — две высокие платформы, турникетами не оборудован. 
На станции останавливается часть пригородных поездов. Поезда дальнего следования не останавливаются.